# Château d'Albon
Pour les articles homonymes, voir Albon (homonymie).
Le château d'Albon est un ancien château fort du XIIIe siècle, chef-lieu du mandement d'Albon, dont les ruines se dressent sur la commune d'Albon dans le département de la Drôme et la région Auvergne-Rhône-Alpes.
Les ruines de l'ancien château font l'objet d’une inscription au titre des monuments historiques par arrêté du 8 mars 1982. L'ensemble des vestiges archéologiques : la tour ; les vestiges de l'ancienne chapelle ; les vestiges de l'ancienne aula ; la motte castrale, les murailles et autres éléments maçonnés ; ainsi que leur terrain d'assiette font l’objet d’un classement au titre des monuments historiques par arrêté du 11 juin 2012.

## Situation
Les ruines du château d'Albon sont situées dans le département français de la Drôme sur la commune d'Albon, à l'est du bourg, à l'extrémité d'une crête, sur une haute motte, à 388 m d'altitude. Elles se trouvent en face du château d'Anjou, en traversant la Valloire.

## Histoire
Le château d'Albon fut le berceau de la puissante maison d'Albon, mentionnée dès l'époque carolingienne. Cette famille, par l'usage de la force et par d'habiles alliances matrimoniales, accrut sensiblement son territoire. Selon Jean-Pierre Poly un nommé Aimon possessionné à Forcalquier allié des Sarrasins du Freinet dans leurs brigandages dans les Alpes aurait engendré, via sa fille Frédéburge, Guigues, comte d'Albon en Viennois en 1016. Les Albons furent à l'origine de la constitution du Dauphiné de Viennois comme principauté territoriale ; Guigues V, comte d'Albon et du Grésivaudan, prend vers 1142 le titre de dauphin de Viennois.
Le siège du pouvoir s'est déplacé de Saint-Romain-d'Albon où se trouvait un important établissement gallo-romain vers le site perché de « la Tour » aux environs du XIe siècle.
À cette époque il existe sur le site une petite chapelle, ainsi que de grands silos servant au stockage des céréales. À la fin du XIe siècle, la chapelle est remplacée par une chapelle romane plus importante décorée de moulures, d'enduits peints et de vitraux. Le pouvoir des comtes d'Albon est très important à cette époque.
Au XIe siècle, les sires d'Albon s'installent sur la colline et y dressent une motte en utilisant un relief préexistant ; la tour maitresse est d'abord construite en bois puis en molasse et galets comme le palais. La chapelle castrale est reconstruite et un nouveau bâtiment apparaît, peut-être une grange qui sera abandonnée après un incendie au XIVe siècle. Finalement, le château est abandonné à partir du XVIe siècle. Les siècles suivants, il servira de carrière à l'exception de la tour. Un village, village du vieil albon, se créé alors autour au détriment du site antique de Saint-Romain-d'Albon.

### Châtellenie d'Albon
Au Moyen Âge, le château fut le chef-lieu du mandement d'Albon, qui s'étendait sur les communes d'Albon, d'Andancette, d'Anneyron et de Saint-Rambert-d'Albon.
La première mention d'un châtelain delphinal à Albon date de l'année 1246.

## Description
Des fouilles archéologiques menées par Jean-Michel Poisson, de 1994 à 1995 sur le site d'Albon datant de l'époque gallo-romaine dans une vaste villa qui, au VIe siècle, appartient à l’Église de Vienne et que le chercheur rattache comme Nicolas Payraud à l'ancienne Epaone mérovingienne,, témoignent de la découverte d'un bâtiment à caractère monumental, construit sur un éperon naturel, par la suite emmotté et surélevé lors de la constitution de la plate-forme artificielle. Elles ont révélé à l'intérieur de la basse-cour un complexe palatial comprenant un vaste bâtiment à étages construit en pierre à usage résidentiel (camera) datant des XIe – XIIe siècles accolé à une salle d'apparat (aula). Celles de 1996-1997 ont mis au jour les restes de la chapelle, agrandie au XIIIe siècle. La tour sur motte fut élevée plusieurs décennies après l'ouvrage de terre, permettant à ce dernier de se consolider, et ne date que du XIIIe siècle. Cette tour-maîtresse quadrangulaire de 7,20 × 7,40 m de côté et des murs épais de 1,65 m est divisée en trois niveaux planchéiés. Au rez-de-chaussée l'éclairage se fait par d'étroites fentes, alors que le premier étage était percé de deux grandes baies en plein cintre, à l'ouest côté plaine et l'autre au sud. Cette dernière a été rebouchée soit en fente ou en archère. À l'est la fente d'éclairage a été également rebouchée. Au deuxième niveau, une autre baie en plein cintre s'ouvre vers le nord, ce dernier ayant eu deux de ces côtés remaniés plus tardivement. La tour est bâti dans un appareil régulier de grès gris veiné de rose assemblé avec un épais lit de mortier.

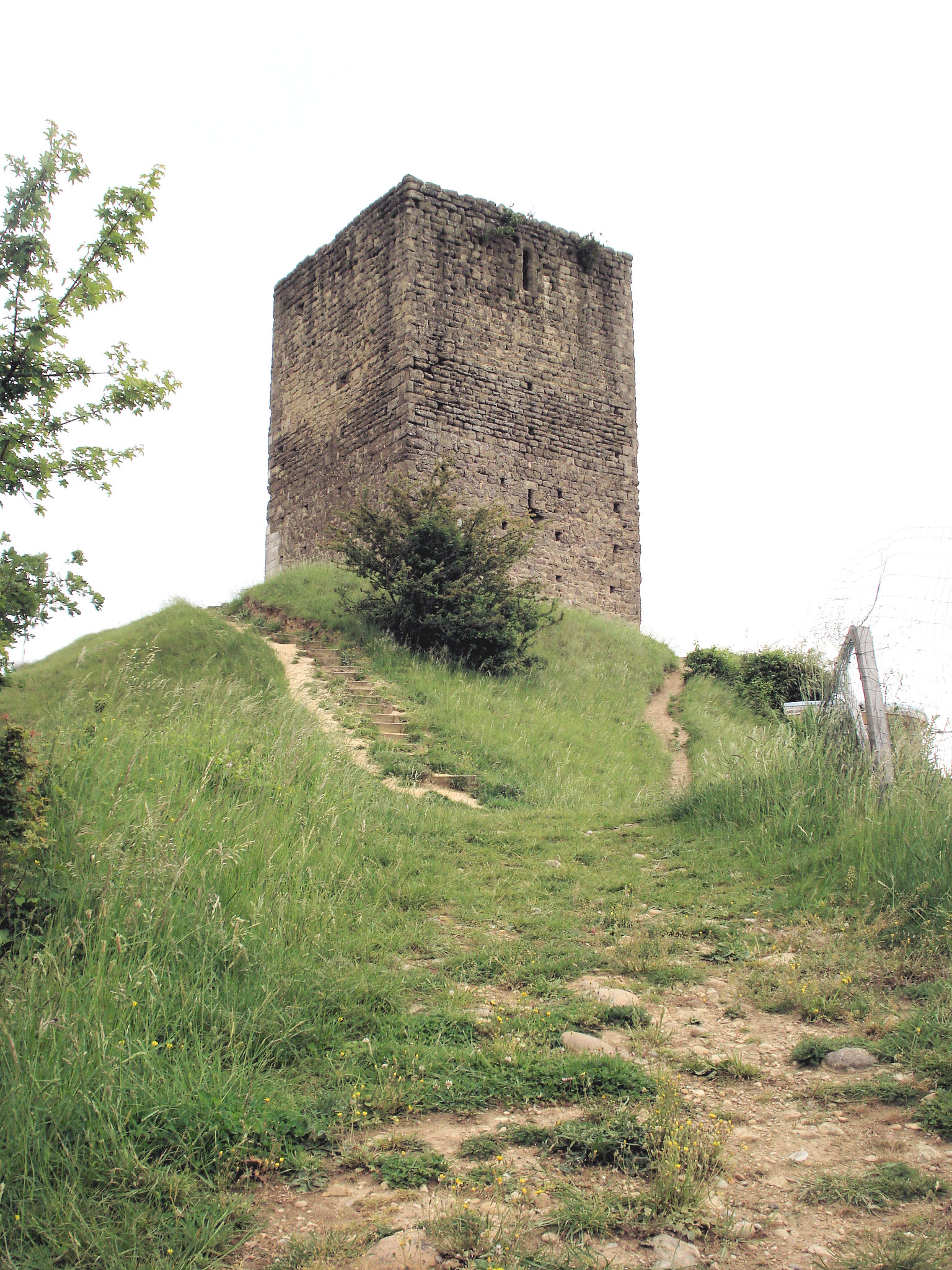
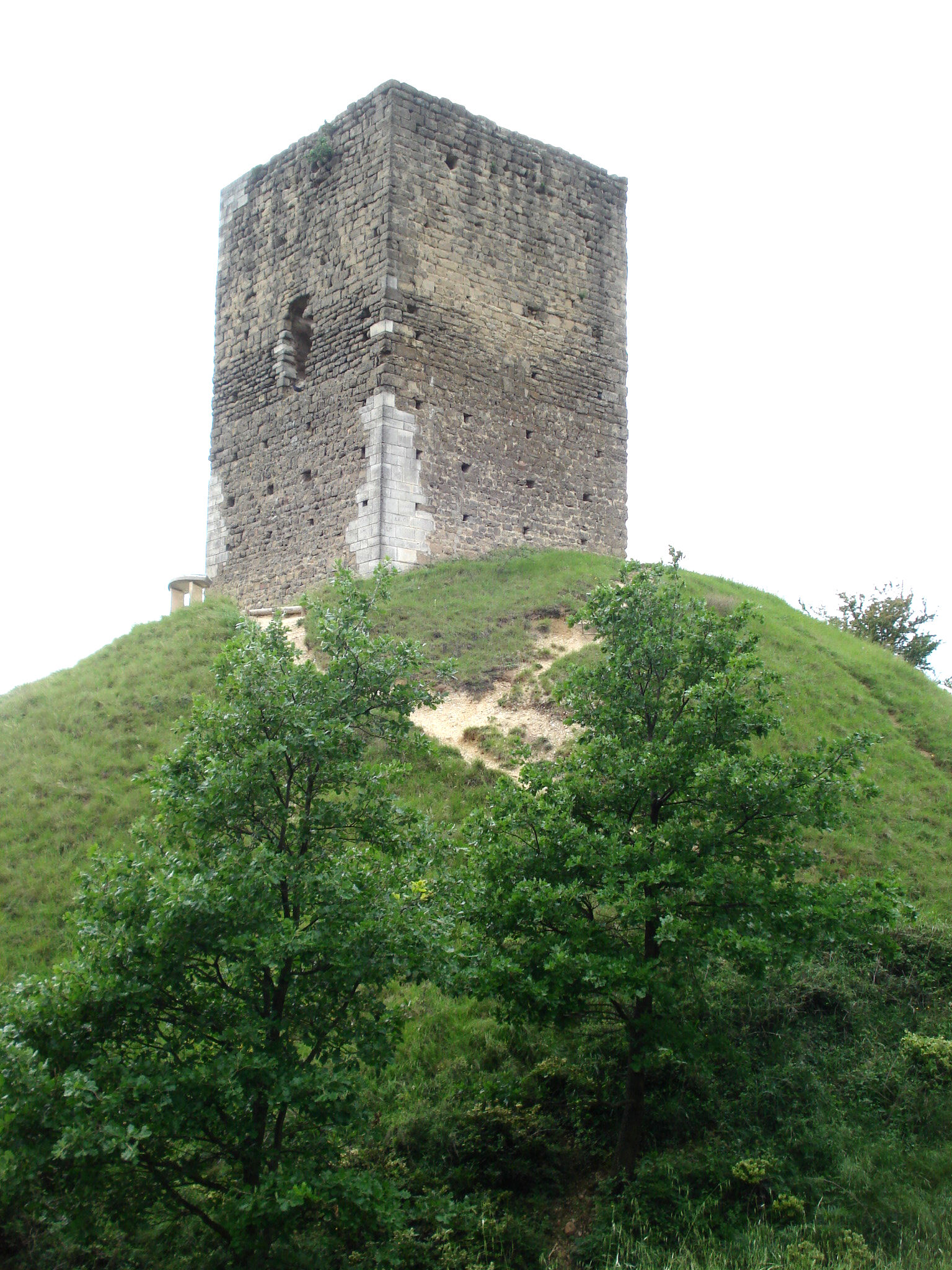
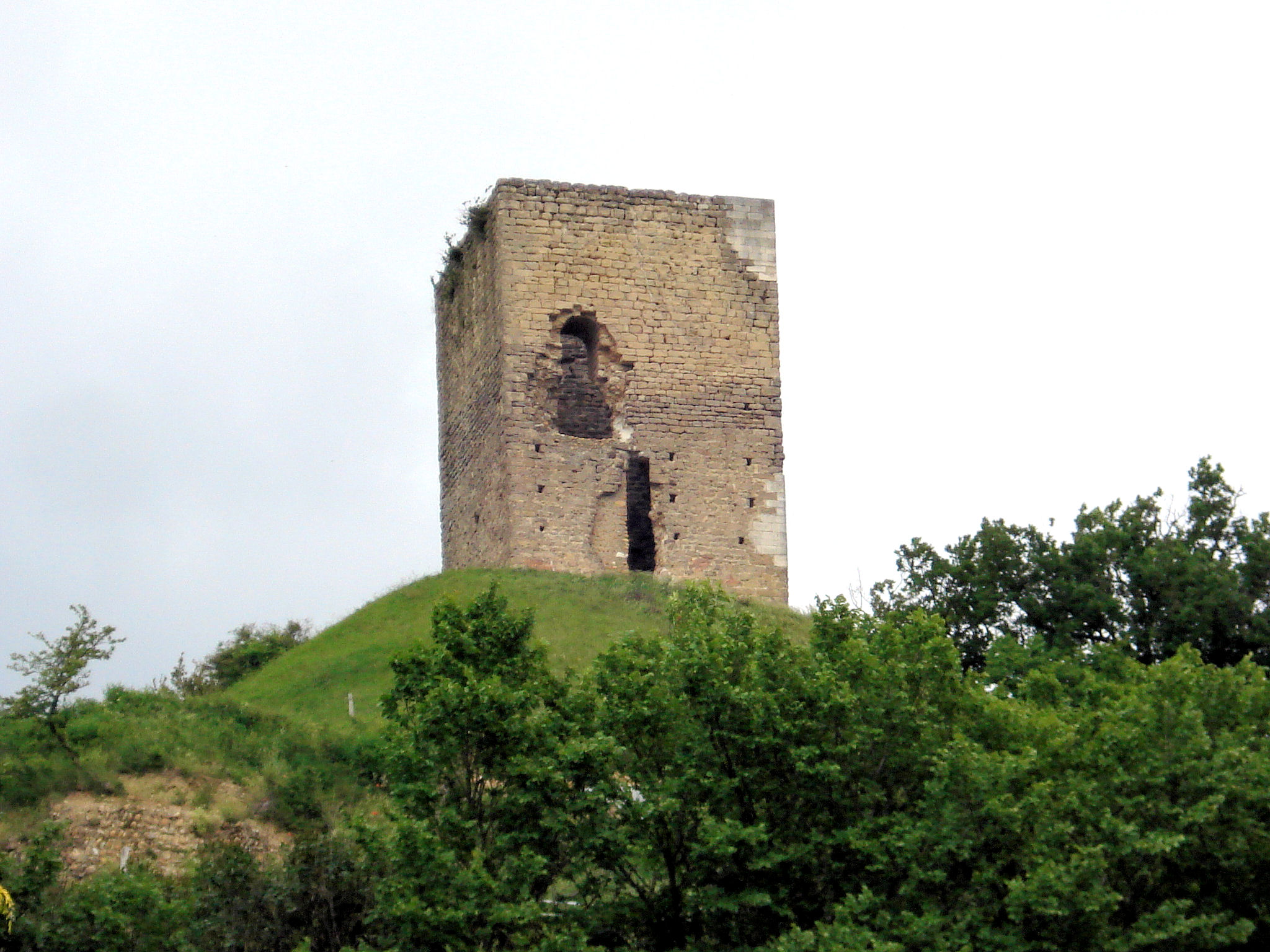
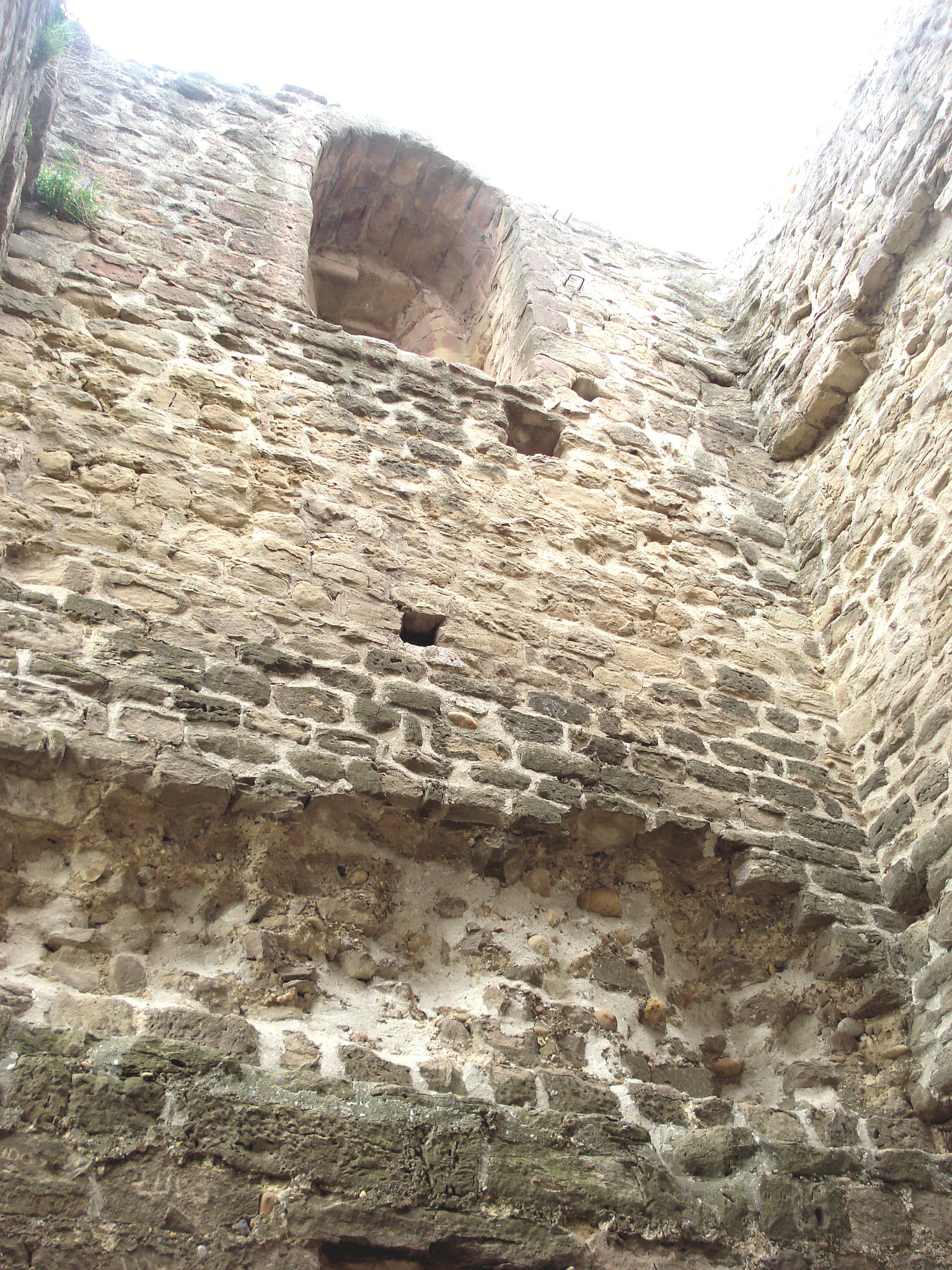
L'intérieur de la tour.

Une grande Basse-cour protégée par une enceinte triangulaire au murs épais de 1 m, qui descend de la tour, englobait le bourg castral du « Vieil Albon ». Ce mur est fait de galets roulés, et son parement alterne pierres taillés de molasse et galets alignés.

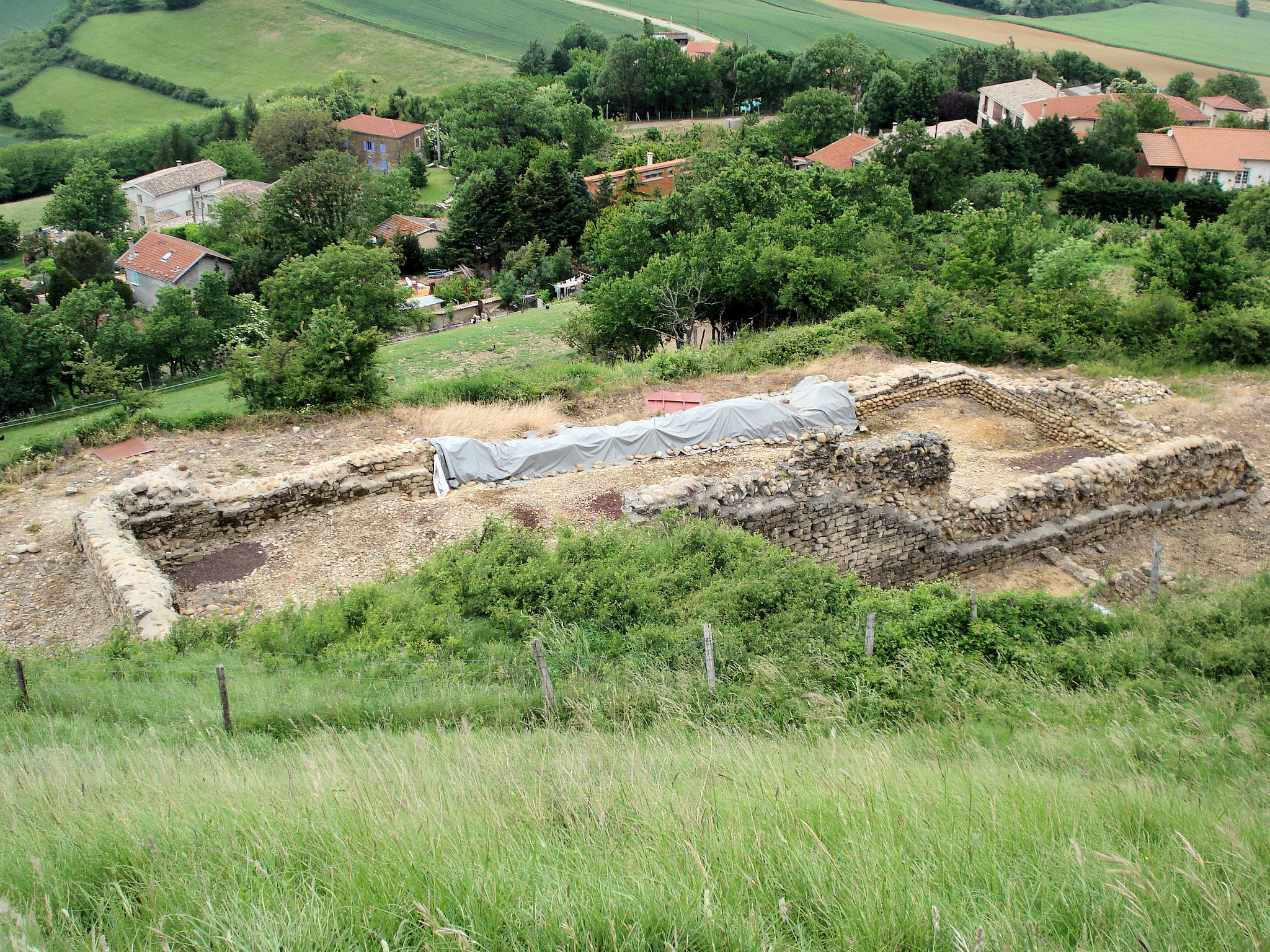
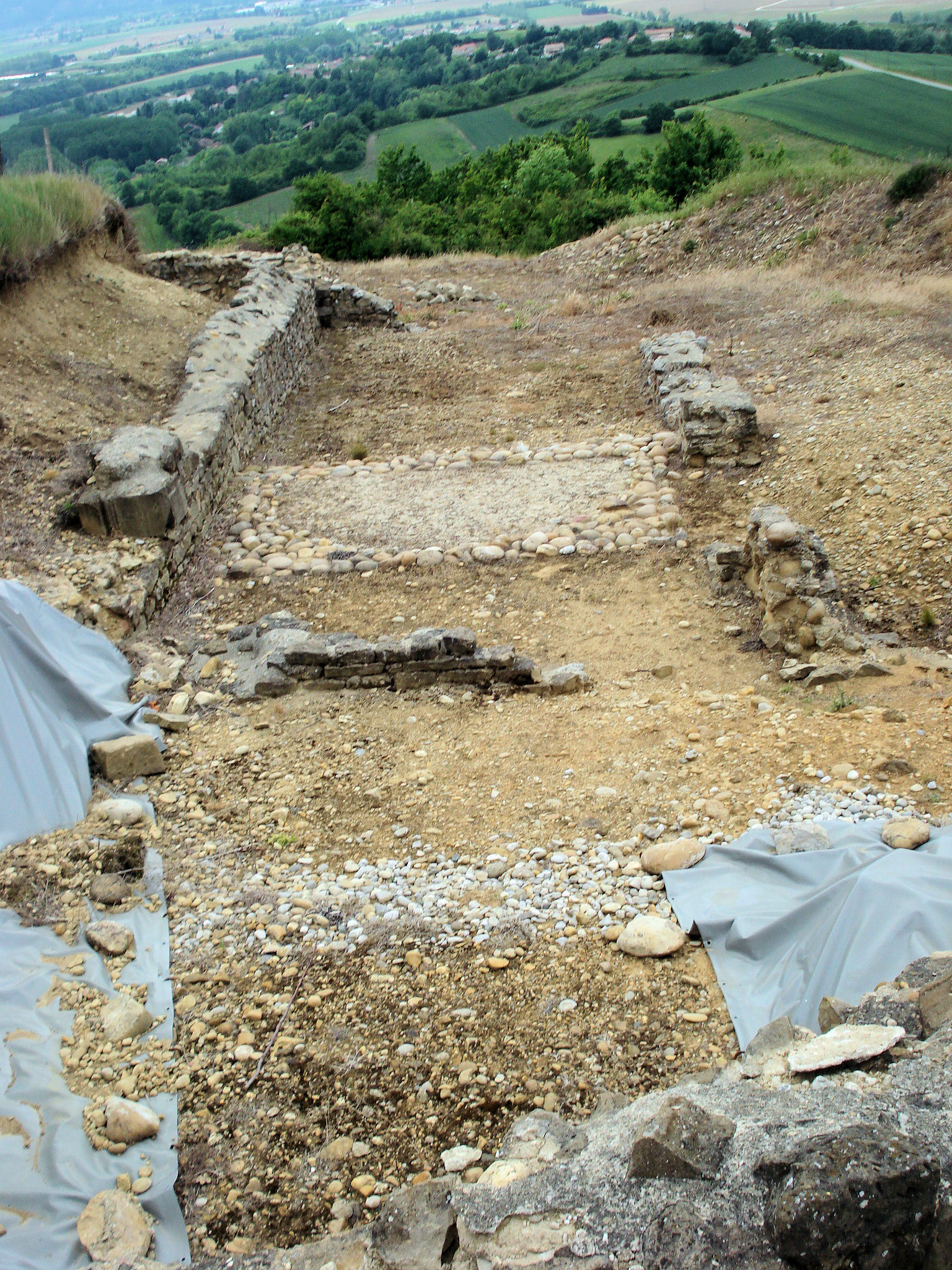
Fouilles archéologiques.
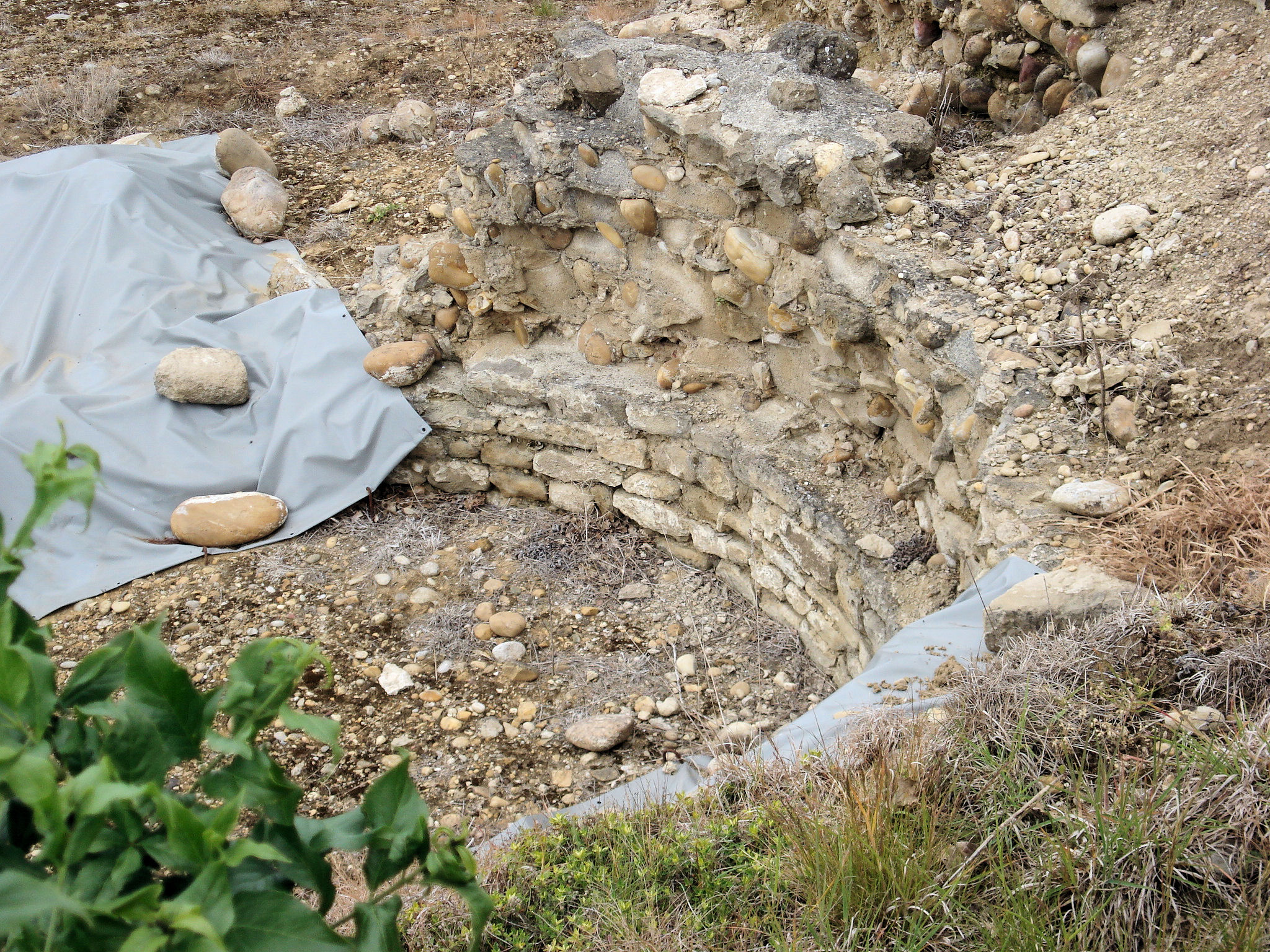